# ジェームズ・マディソン大学
ジェームズ・マディソン大学（James Madison University、JMU）は、アメリカ合衆国バージニア州のハリソンバーグにある州立大学。

## 沿革
ジェームズ・マディソン大学は、1908年にハリソンバーグの女子学生に向けた州立の4年制産業大学として、バージニア州議会が設立したものである。1908年創立以来、大学は今日までにおよそ16,000人の在籍学生数を誇る男女共学の大学へと発展した。
1914年に大学の名称がハリソンバーグ州立女子大学に改められる。続く2年後の1916年には正式に学生への学士号授与の権限が容認された。この初期の大学開発期間中において、大学構内建設案が確立され、全6つの建造物が建設された。

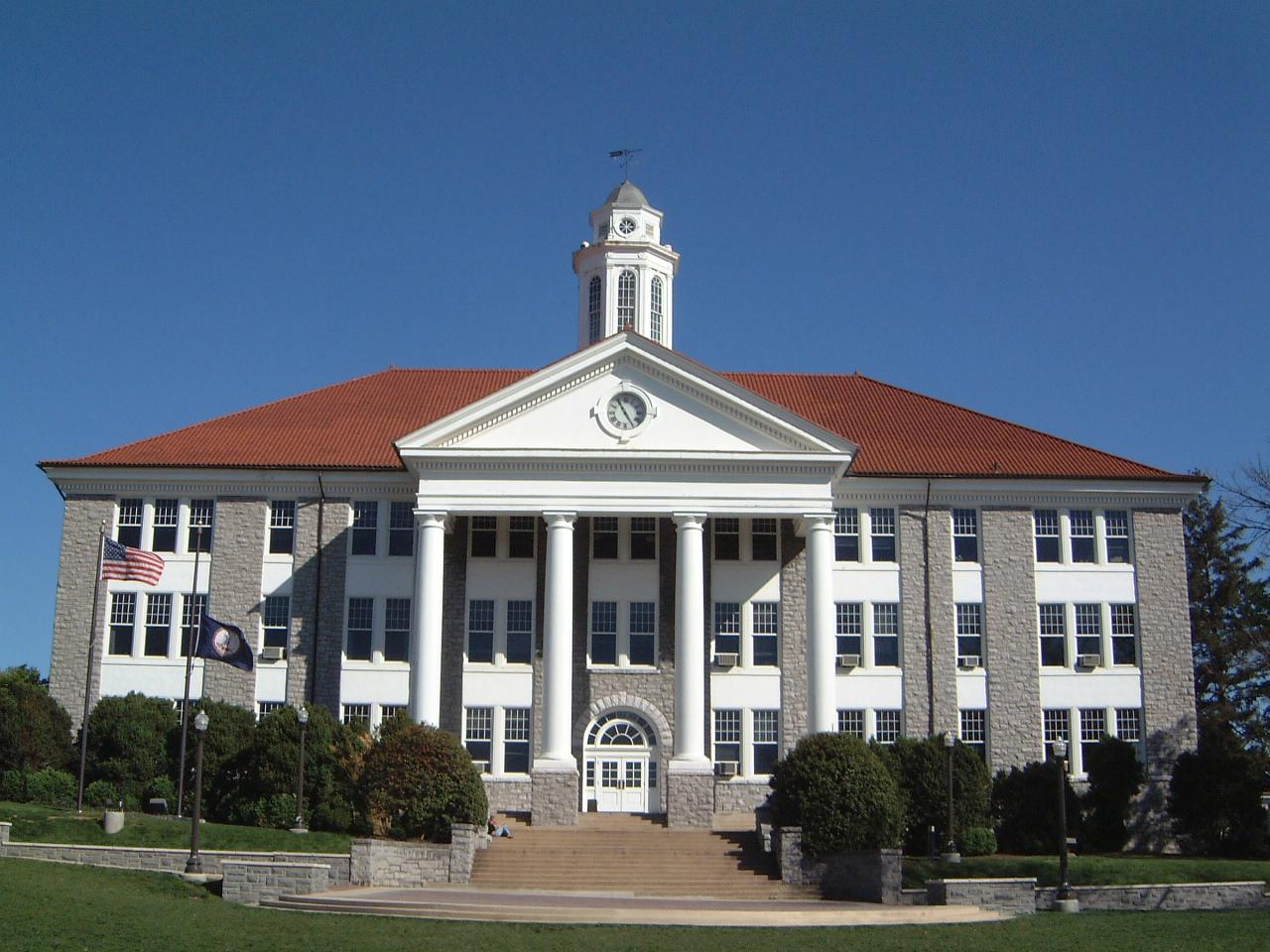
ウィルソン・ホール。キャンパス内の中心を担う建造物である。

その後1924年にはハリソンバーグ州立教育大学となり、大学は1938年にアメリカ合衆国第4代大統領ジェームズ・マディソンの栄誉を称えてマディソン大学とその名を変更するまで教育大学の名称で運営されていた。1976年、大学の名称が現在のジェームズ・マディソン大学へと変更される。
大学の最初の学長はジュリアン・アシュビー・バラス。大学が一般の学生へその門戸を開放したのは1909年のことであり、当初の在籍学生数は209名、教授陣の数は15人であった。1911年に大学で最初となる20名の学生が学位を受け取り、卒業した。
1919年にバラス学長が辞任し、後にバージニア工芸学校・州立大学の学長となるサミュエル・ペイジ・デューク教授が歴代2番目の学長となった。このデューク学長の在任期間中に9つの主要な建造物が大学構内に建設された。
1946年、大学史上初めて男子学生が通常の生徒として登録され、3年後の1949年にデューク学長の定年退職にあたり、G・タイラー・ミラー教授が歴代3番目の学長に就任した。1949年から1970年のミラー学長の任期中、大学キャンパスの大きさはおよそ1平方キロメートル（240エーカー）にまで拡張され、19棟の建造物が建設された。1954年には大学内の主要なカリキュラムの改変が行われ、学生へ修士学位を授与する権限が与えられた。
1966年、バージニア州議会の働きにより、大学は男女共学となった。その後1971年から1998年までロナルド・E・キャリアー教授が、大学の歴代4番目である学長の地位についた。このキャリアー学長の任期中に、在籍学生数、大学教授陣並びに大学職員数が3倍にも膨れ上がり、博士号の講義要目が認可された。その上、20を越える大学キャンパス内の主要な建造物が建立された他、合衆国内公報ではアメリカで最も優良な大学機関の典型の一つであるとして繰り返し認識された。

## 大学概要
シェナンドー渓谷に位置し、キャンパス中庭はハリソンバーグ市街のサウス・メイン・ストリートに面している。元々キャンパスはこのサウス・メイン・ストリートと州間幹線道路81号線（Interstate 81）の間に嵌っていたが、1990年後半より総合科学技術学部校舎（Integrated Science and Technology、CISAT）、大学レクリエーション・センター（UREC）、大学食堂・会議室（the College Center Conference/Dining facility）、リーロウ同窓生センター、更に複数の学生寮と運動場が併設された為、徐々にその規模を拡大していった。大学のキャンパス東側にある物理学・化学部棟は最も新しくできた建物である。近年、ハリソンバーグ市にある高等学校、ハリソンバーグ高校 (Harrisonburg High School) が、生徒増加のために新しい校舎に移る際、その敷地すべてを買い取り、校舎は教室として、グラウンドは駐車場として利用している (2009年春現在も工事進行中)。　また大学はバージニア州が支援する大学キャンパス中、唯一公的で活動が積極的な森林公園である、エディス・J・キャリアー森林公園の本拠地でもある。更に、88.7MHzで多く放送される学生運営のラジオ局であるWXJM、及び合衆国の国立ラジオ放送局（National Public Radio、NPR）の一つであるWMRAの本部になっている。
ジェームズ・マディソン大学は全7つの学部と78の教科課程で構成されている。
- 文学部（Arts and Letters）
- 経営学部（Business）
- 教育学部（Education）
- 大学院・専門職課程（Graduate and Professional Programs）
- 総合科学技術学部（Integrated Science and Technology）
- 科学・数学部（Science and Mathematics）
- 芸術学部（Visual and Performing Arts）

2005年6月24日、大学視察委員会（Board of Visitors）は文学部から芸術学部を新たに分設する大学の案件を承認した。新設された芸術学部は音楽科、演劇・ダンス科、そしてマディソン・アート・コレクションを含むものである。

## 運営
1998年9月よりリンウッド・H・ローズが大学の学長として大学を指揮している。5番目の学長である彼は、歴代学長の中で唯一最も大学に携わった年数の多い学長である。彼は学長に任命される以前に、23年間大学機関の運営職員として従事し、またこれまでに執行部副学長及び経営局長も務めている。

### 歴代学長一覧
- ジュリアン・アシュビー・バラス（Julian Ashby Burruss） - 1908年～1919年
- サミュエル・ペイジ・デューク（Dr. Samuel Page Duke） - 1919年～1949年
- G・タイラー・ミラー（Dr. G. Tyler Miller） - 1949年～1971年
- ロナルド・E・キャリアー（Dr. Ronald E. Carrier） - 1971年～1998年
- リンウッド・H・ローズ（Dr. Linwood H. Rose） - 1998年～現在

## スポーツ
ジェームズ・マディソン大学の全スポーツチームは「デュークス」というチーム名を使用し、紫色の肩マントと王冠に身を包んだ灰色のブルドッグである、「デューク・ドッグ」が大学のマスコットである。なお、「デューク」という名称は2代目の学長であったサミュエル・ペイジ・デュークに因み名づけられたものである。
大学スポーツチームは全米大学体育協会（略称：NCAA, National Collegiate Athletic Association）ディビジョンI（アメリカン・フットボールのチームはディビジョンI-AA）に参加している他、植民体育協会、アメリカ東部体育協会、またアメリカン・フットボールのチームはアトランティック・テン・カンファレンスに参加している。学生はそれぞれアメリカン・フットボール、バスケットボール、サッカー、水泳、ダイビング、アーチェリー、フェンシング、体操、バレーボール、レスリング、野球、女子ラクロス、フィールドホッケー、トラック&フィールド、ソフトボール等の競技に参加している。

### アメリカン・フットボール
- ヘッド・コーチ：ミッキー・マシューズ（1976年ウェスト・テキサス州立大学卒）
- アシスタント：
  - カート・ニューサム（1982年エモリー&ヘンリー大学卒、アシスタントコーチ、オフェンシブライン）
  - ジェフ・ダーデン（1988年ケンタッキージョージタウン大学卒、オフェンスコーディネーター、クォーターバック）
  - ジョージ・バーロウ（1990年マーシャル大学卒、ディフェンスコーディネーター、セーフティ）
  - カイル・ギレンウォーター（1986年ブリッジウォーター大学卒、ラインバッカー）
  - フィル・ラトリフ（1994年マーシャル大学卒、タイトエンド）
  - チップ・ウエスト（1993年リビングストン大学卒、ディフェンシブバック）
  - ウルリック・エドモンズ（2001年ジェームズ・マディソン大学卒、ランニングバック）
  - トニー・タレント（1993年ジェームズ・マディソン大学卒、ワイドレシーバー）
- 体育調教師：スコット・クック（1991年ウェストバージニア大学卒）

2004年、アメリカンフットボールのチームのデュークスが遠征試合で3度勝ち越し、テネシー州チャタヌーガでモンタナ大学のチーム「グリズリーズ」を31対21で打ち負かして、第一部AAリーグ優勝を果たす。これにより、デュークスアメフトチーム及びジェームズ・マディソン大学はアメフト第一部AAリーグ史上、ナショナル・チャンピオンになる前に3度連続して勝ち抜いた初の大学となった。

### 男子バスケットボール
- コーチ：ディーン・キーナー（1998年ダヴィッドソン大学卒）

ジェームズ・マディソン大学はNCAAバスケットボール第一部リーグの第29シーズン時点で、NCAAの第一部リーグトーナメントを4回（1981年、1982年、1983年、1994年）経験している。また同チームはハンプトン大競技場で行われたECAC南部トーナメントで勝利を収めたのち、1981年にNCAA東部地域リーグへと活動を進展させた。経緯はまず、NCAAの試合でノートルダム大学に54対45で敗退する前に、ジョージタウン大学を61対55で破った。続く1980年から1981年の成績では、21勝9敗という記録を残している。更に1981年から1982年、ECAC南部定例シーズン選手権にて勝利を飾り、更にノーフォーク・スコープ競技場で行われたオールド・ドミニオン・トーナメントの試合において2位をマークした後、NCAAからの代表の誘致を得たのである。
NCAAでの試合成績においては、NBAの初回のドラフト制度で選抜されたマイケル・ジョーダン、ジェームズ・ワーズィ、サム・パーキンスが在籍していたことでも有名であり、最終的なナショナル・チャンピオンの座を獲得したノースカロライナ大学に52対50で打ち負かされるまでに、オハイオ州立大学を55対48で打ち破るなどしている。このシーズンにおいてジェームズ・マディソン大学は24勝6敗の成績を残している。

## 音楽
ジェームズ・マディソン大学は毎年恒例の中部大西洋岸地域大学ラジオ協議会（Mid-Atlantic College Radio Conference、MACRoCk）の本拠地にもなっており、学生が運営するWXJMハリソンバーグ局より、1997年4月以降独自の音楽協議会が毎年行われている。

## 著名な卒業生
- マーシア・E・アンゲル（1960年卒、修士課程修了） - ハーバード大学医学部教授陣の一人であり、医学雑誌、ニューイングランド・ジャーナル・オブ・メディシンの前編集長。
- スティーヴ・バックハンツ（1977年卒） - NBAワシントン・ウィザーズの実況テレビアナウンサー。
- ゲイリー・クラーク（1982年卒） - NFLワシントン・レッドスキンズの前ワイドレシーバーとして活躍、スーパーボウルで2度優勝を経験。
- チャールズ・ヘイリー（1986年卒） - 前NFLのラインバッカー兼ディフェンシブ・エンドとして活躍。サンフランシスコ・フォーティナイナーズとダラス・カウボーイズに在籍時、5つのスーパーボウル・リングを獲得。
- バーバラ・ホール（1982年卒） - テレビ番組プロデューサー、執筆家。テレビ番組「ノーザン・エクスポジュア」や「ジャッジング・エイミー」等を手がける。テレビ番組版の「ジャンヌ・ダルク」も創作。
- スティーブ・ジェームズ（1977年卒） - サンダンス映画祭のドキュメンタリー部門で観客賞を獲得した、バスケットボールを描いたドキュメンタリー映画、「フープ・ドリームズ」の監督、プロデューサー並びに共編者。
- カレン・マックラー・ルッツ（1988年卒） - 「キューティ・ブロンド」、「恋のからさわぎ」等の映画を手がけた作家、脚本家。
- スコット・ノーウッド（1981年卒） - 加入から引退までNFLのバッファロー・ビルズでキッカーとして活躍。スーパーボウルXXV（第25回）の終盤において47ヤードからのゴールをはずし、ニューヨーク・ジャイアンツに勝利を許したことで有名。
- エド・ペリー（1996年卒） - 1997年から2004年までNFLマイアミ・ドルフィンズ、2005年よりカンザスシティ・チーフスでタイトエンドまたはディープスナッパーとして活躍。
- エリオット・サドラー（中退） - NASCAR（ナスカー）のプロのレースドライバーとして活躍中。
- フィル・ヴァッサー（中退） - カントリー音楽歌手。
- アンドリュー・ヨーク（1980年卒） - クラシックギタリスト/作曲家。